# جائزة فرنسا الكبرى 2007
جائزة فرنسا الكبرى 2007 هو سباق فورمولا 1 أقيم بتاريخ 1 يوليو 2007 في حلبة نيفير مانيي كور، فرنسا. كان الثامن من أصل 17 في بطولة العالم لسباقات الفورمولا واحد موسم 2007. حلّ الفنلندي كيمي رايكونن أولا بينما جاء البرازيلي فيليبي ماسا في المركز الثاني وحصل على المركز الثالث البريطاني لويس هاملتون.